# Rakovnik, Ljubljana
Rakovnik je predel Ljubljane, ki se nahaja na južnem pobočju Golovca pod Zelenim hribom. Predel, ki je bil včasih samostojno naselje, zdaj pa je del Ljubljane, je dobil ime po potočnih rakih, ki so bili tu včasih obilno prisotni. V dolini pod Golovcem je tudi ribnik.
Spada pod Četrtno skupnost Rudnik.

## Znamenitosti, objekti in ustanove
- Župnija Ljubljana - Rakovnik

- Rakovniška graščina
- Cerkev Marije Pomočnice (župnijska cerkev in romarsko središče)
- Zavod Salesianum

- Železniška postaja Ljubljana Rakovnik